# はまなかあいづTODAY
『はまなかあいづTODAY』（はまなかあいづトゥデイ）は、NHK福島放送局が2005年3月28日より放送している『NHKニュース』のローカルニュース番組である。
本項目では、関連番組として2024年4月6日より放送される『はまなかあいづ（サタデー・サンデー）』についても記述する。

## 概要
タイトルは福島県の3つの地方「浜通り」・「中通り」・「会津」に由来する。
以前は17時台に2006年3月までは『はま☆なか☆あいづ Today(5時台、生活情報パート)』、2007年3月までは5時台後半に『はま☆なか☆あいづ みんなのテレビ』、そして2008年3月までは金曜のみに『はまなかあいづ 週刊みんなのテレビ』を編成し、事実上一体であった。
2008年4月から『ゆうどきネットワーク』フルネットに伴い、単独の報道番組として放送されるようになった。
2019年4月1日放送分から「はまなかあいづToday」→「はまなかあいづTODAY」へ表記変更。
2020年12月21日放送分からバーチャルスタジオに変更した。
2021年には、東日本大震災から発生10年に合わせそれまで福島中央テレビだけだったコラボ企画を新たに「つながるウイーク」として他の在福民放3社にも拡大した。
2022年からは、バーチャルスタジオの風景を一新し、より福島の四季折々の風景を映し出したり、テーブルも設置して首都圏ネットワークのようなテロップデザインにしたりなど、かなり凝った番組になる。
2023年6月5日より、NHKプラスの「ご当地プラス（東北エリア）」において見逃し配信を開始した。

## 放送日時
- 平日 18:10 - 19:00（JST）
  - 祝日・年末年始は休止され、18:45 - 19:00（年末年始は18:50 - 19:00）に拠点の仙台放送局から「東北地方のニュース・気象情報」を放送したあと、『NHKニュース7』に接続している。
  - 2020年3月11日は、当日で東日本大震災および東京電力・福島第一原発の事故の発生から9年となることに合わせた特別報道のため、18時の『ニュース（全国向け）』をネット返上[6]の上10分前拡大（18:00 - 19:00）し放送。
  - 2022年5月の大型連休中の平日に当たる5月2日・5月6日は18:45開始の短縮放送となり、18:25 - 18:40には、1996年4月 - 10月に放送され、福島県も舞台として描かれた総合テレビ連続テレビ小説・『ひまわり』が、5月23日から全話再放送（平日毎日2話ずつ。16:30 - 17:00）されることを受け、そのうちの第1・2話（第1章その1・2）が先行放送された他、そのプレビュー番組「松嶋菜々子ヒロイン ひまわりの魅力」（15分版。松嶋と奥田瑛二に対するインタビュー）がいずれも18:10 - 18:25に放送された。
  - 2020年度までは全国の気象情報（18:50ごろから数分間）を「首都圏ネットワーク」からネット受けしていたが、2021年度から専属の気象予報士を置いたことにより気象情報もこの番組に一元化され、全国の気象情報をネットしなくなった。

## 出演者
同一年度に複数の司会者がいる場合は、隔週など交代出演（ダブルキャスト）である。
| 期間      | 期間      | 男性                | 女性                | リポーター          | スポーツ |
| --------- | --------- | ------------------- | ------------------- | ------------------- | -------- |
| 2005.3.28 | 2008.3.28 | 吾妻謙              | 松森祐美子 阿部祐子 | （不在）            | （不在） |
| 2008.3.31 | 2009.3.27 | 吾妻謙              | 丸山幸恵 今野美由紀 | （不在）            | （不在） |
| 2009.3.30 | 2010.3.26 | 片山智彦            | 丸山幸恵 今野美由紀 | （不在）            | （不在） |
| 2010.3.29 | 2011.4.1  | 片山智彦            | 丸山幸恵 柏原愛里   | （不在）            | （不在） |
| 2011.4.4  | 2012.3.30 | 若月弘一郎          | 柏原愛里 丸井汐里   | （不在）            | （不在） |
| 2012.4.2  | 2013.3.29 | 伊藤博英            | 丸井汐里 小荒井幾子 | （不在）            | （不在） |
| 2013.4.1  | 2014.3.28 | 伊藤博英            | 宮澤結花 杉本麻紀   | （不在）            | （不在） |
| 2014.3.31 | 2015.3.27 | 伊藤博英 本田俊介   | 宮澤結花 木下歌織   | （不在）            | （不在） |
| 2015.3.30 | 2016.4.1  | 吾妻謙              | 宮澤結花 木下歌織   | （不在）            | （不在） |
| 2016.4.4  | 2017.3.31 | 吾妻謙              | 宮澤結花 荒響子     | （不在）            | （不在） |
| 2017.4.3  | 2019.3.29 | 吾妻謙              | 岩間瞳 平川沙英     | （不在）            | （不在） |
| 2019.4.1  | 2020.3.27 | 芳賀健太郎          | 髙石桃子 後藤万里子 | 三谷美咲都 浅川理沙 | （不在） |
| 2020.3.30 | 2021.3.26 | 芳賀健太郎          | 髙石桃子 後藤万里子 | 三谷美咲都          | （不在） |
| 2021.3.29 | 2022.4.1  | 芳賀健太郎          | 髙石桃子 安藤結衣   | 三谷美咲都          | （不在） |
| 2022.4.4  | 2023.3.31 | 芳賀健太郎          | 髙石桃子 武田真奈   | 三谷美咲都          | （不在） |
| 2023.4.3  | 2024.3.29 | 芳賀健太郎 武田健太 | 髙石桃子            | 菅原成美 渡邉由紀子 | 川戸望里 |
| 2024.4.1  | 2025.3.28 | 武田健太            | 菅原成美            | 渡邉由紀子          | 川戸望里 |
| 2025.3.31 | 現在      | 武田健太            | 菅原成美 松廣香織   | 渡邉由紀子          | 川戸望里 |

気象予報士
- 斎藤郁子（2018年度から2020年度） - 金曜日のみ出演。
- 本橋淳也（2021年度より） - 毎週出演。

その他
- 2019年度と2020年度を除いて女性キャスターは隔週交代で担当。
- 丸山・今野・柏原・丸井・岩間は退局後にNHK他放送局でこの枠の番組を担当。
- 伊藤の福島異動は全国新年度ラインナップとともに発表されたが、当初は報道特番の担当として紹介された。この発表によって、同時に東京・渋谷のメディア総局アナウンス室から異動すると発表された伊藤を含む3人の報道系アナウンサー[注釈 9]は、全員がこの枠の担当となることが決まった。また、東北の被災3県にそれぞれEA（エグゼクティブアナウンサー）[注釈 10]が所属することとなった。

## 主なコーナー
月曜日
- 今週の聞きたい!
話題の人にインタビューをする。
- 月スポ（スポーツコーナー）

火曜日
- LIVE福島
  - アナウンサーや記者が様々な話題について現場から中継する。但しテーマによっては事前収録の形も取られる。
  - 「ニュースふくしま845」で再放送される。

水曜日
- 生活ジャーナル
医療や経済など暮らしに密着したリポート。
- スポーツ
県内のスポーツチームや愛好家を紹介。

木曜日
- 追跡!200x
注目を集めたニュースのその後の動きや、社会的問題の県内への影響などを記者がリポート。

金曜日
「くらしのチャンネル」で再放送される。
- わがまち三世代（2007年度まで）
女性アナウンサーが毎週で県内の一つの市町村を訪れ、「のびのび世代」（青少年）、「がんばる世代」（壮年）、「ゆったり世代」（高齢者）それぞれの住民の様子を紹介する。
- 今週のここのこれ（2009年度まで）
わがまち三世代と同じように女性アナウンサーが一つの市町村を訪れレポートしていく企画。
- ぐるふく（2010年度から）
女性アナウンサーが一つの市町村を訪れ旬なものや話題を探す企画。
- ここに福あり「F map」 福島県内の各市町村の自慢の事柄などを紹介するコーナー。他曜日でも放送される場合がある。またこのコーナーは毎週金曜19:30からのローカル枠で不定期に放送されている。

## はまなかあいづ サタデー・サンデー
2024年度から土曜・日曜の18:45 - 18:59に放送される本番組の週末版。
前身の『ニュース645（福島）』が、2020年4月の改編で仙台発のブロックニュースに変更されるため、同年3月29日をもって一旦終了したが、4年ぶりに県域ニュース枠が復活した形となる。ただし、春の大型連休期間、お盆、土日以外の祝日、年末年始（18:50 - 19:00）は従来通り「東北地方のニュース」（仙台発）を放送する。

### 放送時間
- 土曜日・日曜日：18:45 - 18:59（JST）